# Metall-Tiger
Der Metall-Tiger (Genyin (chinesisch 庚寅, Pinyin gēngyín)) ist das 27. Jahr des chinesischen Kalenders (siehe Tabelle 天支 60-Jahre-Zyklus). Es ist ein Begriff aus dem Bereich der chinesischen Astrologie und bezeichnet diejenigen Mondjahre, die durch eine Verbindung des siebten Himmelsstammes (庚,  gēng, Element Metall und Yáng) mit dem dritten Erdzweig (寅,  yín), symbolisiert durch den Tiger (虎,  hǔ), charakterisiert sind.
Nach dem chinesischen Kalender tritt eine solche Verbindung alle 60 Jahre ein. Das letzte Metall-Tiger-Jahr begann 2010 und dauerte wegen der Abweichung des chinesischen vom gregorianischen Kalenderjahr vom 14. Februar 2010 bis 2. Februar 2011.

## Metall-Tiger-Jahr
Im chinesischen Kalenderzyklus ist das Jahr des Metall-Tigers 庚寅 gēngyín das 27. Jahr (am Beginn des Jahres: Erde-Büffel 己丑 jǐchǒu 26).
| Liste der Metall-Tiger-Jahre des 60-Jahres-Zyklus (Ende des Zyklus – bei Zählung vom 1. Regierungsjahr Huángdì) (Beginn des Zyklus – bei Zählung vom 61. Regierungsjahr Huángdì)            |              |              |              |              |              |              |              |              |              |              |
| Zykl. | 0            | 1            | 2            | 3            | 4            | 5            | 6            | 7            | 8            | 9            |
| 0 | 2671 v. Chr. | 2611 v. Chr. | 2551 v. Chr. | 2491 v. Chr. | 2431 v. Chr. | 2371 v. Chr. | 2311 v. Chr. | 2251 v. Chr. | 2191 v. Chr. | 2131 v. Chr. |
| 10 | 2071 v. Chr. | 2011 v. Chr. | 1951 v. Chr. | 1891 v. Chr. | 1831 v. Chr. | 1771 v. Chr. | 1711 v. Chr. | 1651 v. Chr. | 1591 v. Chr. | 1531 v. Chr. |
| 20 | 1471 v. Chr. | 1411 v. Chr. | 1351 v. Chr. | 1291 v. Chr. | 1231 v. Chr. | 1171 v. Chr. | 1111 v. Chr. | 1051 v. Chr. | 991 v. Chr.  | 931 v. Chr.  |
| 30 | 871 v. Chr.  | 811 v. Chr.  | 751 v. Chr.  | 691 v. Chr.  | 631 v. Chr.  | 571 v. Chr.  | 511 v. Chr.  | 451 v. Chr.  | 391 v. Chr.  | 331 v. Chr.  |
| 40 | 271 v. Chr.  | 211 v. Chr.  | 151 v. Chr.  | 91 v. Chr.   | 31 v. Chr.   | 30           | 90           | 150          | 210          | 270          |
| 50 | 330          | 390          | 450          | 510          | 570          | 630          | 690          | 750          | 810          | 870          |
| 60 | 930          | 990          | 1050         | 1110         | 1170         | 1230         | 1290         | 1350         | 1410         | 1470         |
| 70 | 1530         | 1590         | 1650         | 1710         | 1770         | 1830         | 1890         | 1950         | 2010         | 2070         |
| 80 | 2130         | 2190         | 2250         | 2310         | 2370         | 2430         | 2490         | 2550         | 2610         | 2670         |
| Hinweis: Die laufende Nr. des Zyklus ergibt sich aus der Zeilen-Nr. addiert mit der Spalten-Nr. Beispiel: Das Metall-Tiger-Jahr des 35. Zyklus (Zeile 30 + Spalte 5) entspricht 571 v. Chr. |              |              |              |              |              |              |              |              |              |              |